# Roman Bartoszcze
Roman Bolesław Bartoszcze (født 9. december 1946 i Jaroszewice, død 31. december 2015) var en polsk politiker, den første leder af det Polske Folkeparti (PSL) i den Tredje Polske Republik og kandidat ved præsidentvalget i 1990, hvor han opnåede 7,15% af stemmerne og en femteplads i første runde. I 1991 udtrådte han af PSL og dannede det Folkeligt-Kristelige Forum ”Ojcowizna”. Roman Bartoszcze var bror til Piotr Bartoszcze der blev henrettet af det kommunistiske styres sikkerhedstjeneste.
31. august 2006 blev han af den polske præsident Lech Kaczyński tildelt kommandantkors af ordenen Polonia Restituta.
1. ↑  Navnet er anført på engelsk og stammer fra Wikidata hvor navnet endnu ikke findes på dansk.